# آئودی تی‌تی

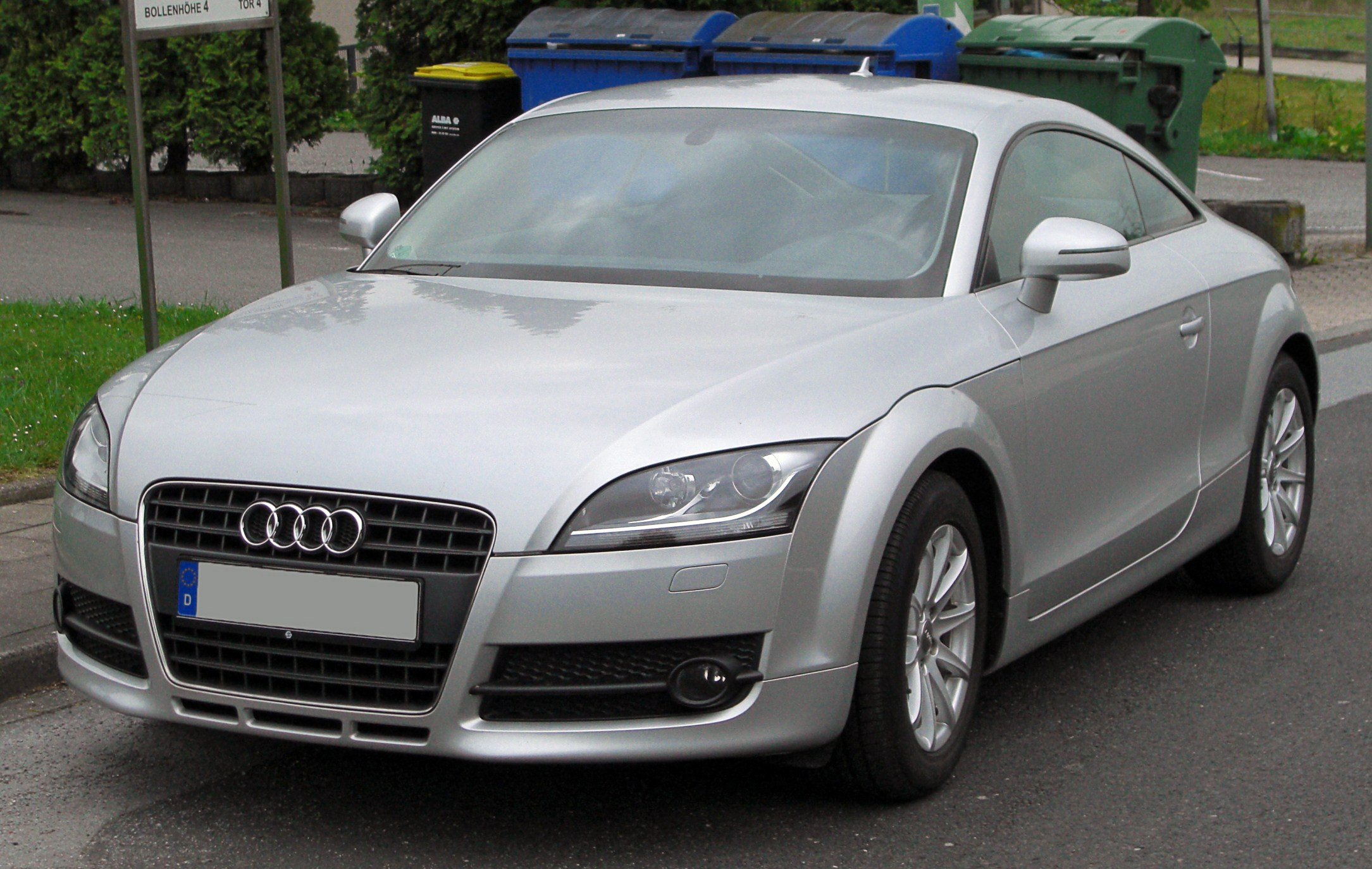

آئودی تی‌تی (Audi TT) خودرویی است که از سال ۱۹۹۸ تا کنون در مجارستان تولید شده‌است. طراحی آن موتور جلو، خودرو محور جلو، خودرو چهار چرخ محرک بوده است.
فرم خاص بدنه این خودرو باعث شده تا از دیگر خودروهای هم‌گروه خود کاملاً متمایز باشد. از موتوری به حجم ۳٫۲ لیتر ۶ سیلندر خطی (Line) به قدرت ۲۵۰ اسب بخار استفاده می‌کند. البته موتورهای بسیاری داشته که به انواع موتورهای ۴ سیلندر با تزریق مستقیم و دارای توربو و بدون توربو نیز می‌توان اشاره داشت.
طراحی آئودی تی‌تی در بهار سال ۱۹۹۴ در مرکز طراحی گروه فولکس واگن در کالیفرنیا آغاز شد.